# Gasteruptiidae
Famille
Les Gasteruptiidae forment une famille d'insectes hyménoptères apocrites.

## Liste des genres
Selon Hymenoptera Online Database, cette famille se découpe en trois sous-familles, dont une fossile :
- †Baissinae Rasnitsyn, 1975
  - †Aulocopsis Hong & Wang, 1990
  - †Humiryssus Lin, 1980
  - †Manlaya Rasnitsyn, 1980
  - †Tillywhimia Rasnitsyn & Jarzembowski, 1998
- Gasteruptiinae Ashmead, 1900
  - Gasteruption Latreille, 1777
- Hyptiogastrinae
  - Crassifoenus Crosskey, 1953
  - Eufoenus Szépligeti, 1903
  - Hyptiogaster Kieffer, 1903
  - Pseudofoenus Kieffer, 1902
- Incertae sedis
  - Aulacofoenus Kieffer, 1911
  - Dolichofoenus Kieffer, 1910
  - Hemifoenus Kieffer, 1911
  - Plutofoenus Kieffer, 1911
  - Trichofoenus Kieffer, 1910
  - Trigonofoenus Kieffer, 1911

En Europe, selon Fauna Europaea, on ne rencontre qu'un seul genre :
- Gasteruption

## Synonyme
- Foenidae Kirby, 1837